# استاندارد اویل اوهایو

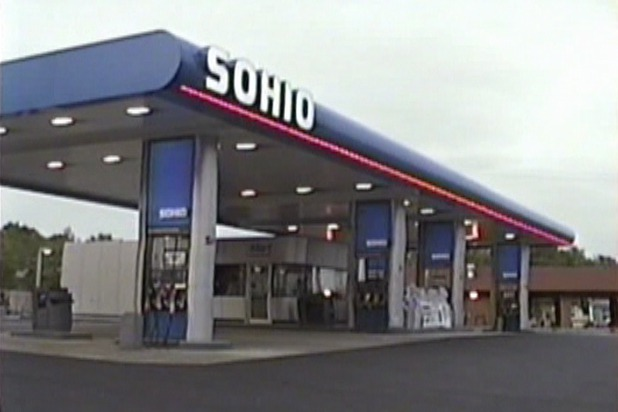
جایگاه پمپ بنزین سوهایو در گذشته

استاندارد اویل اوهایو، (به انگلیسی: Standard Oil of Ohio) که بنام سوهایو نیز شناخته می‌شود، از شرکت‌های اولیه تشکیل‌دهنده کمپانی استاندارد اویل بود، که مدیریت جایگاه‌های پمپ بنزین با برند سوهایو و متعلق به شرکت استاندارد اویل را، بر عهده داشت.
در پی قانون آنتی‌تراست و تفکیک شرکت استاندارد اویل، در سال ۱۹۱۱ سوهایو نیز مستقل گردید، که در سال ۱۹۷۸ توسط بریتیش پترولیوم خریداری شد. هدف از خرید این شرکت، نفوذ و حضور هرچه بیشتر شرکت بریتانیایی بی‌پی، در بازار ایالات متحده آمریکا بود.
شرکت استاندارد اویل اوهایو در زمان انتقال به بی‌پی، دارای ۳٫۴۰۰ پمپ بنزین در ایالات متحده بود، که تمامی دارایی‌های این شرکت در سال ۱۹۹۱ با بی‌پی، ادغام شد.